# Álex Collado
Álex Collado Gutiérrez (sinh 22 tháng 4 năm 1999) là cầu thủ bóng đá chuyên nghiệp người Tây Ban Nha chơi ở vị trí tiền vệ tấn công và tiền đạo cánh cho câu lạc bộ Elche theo dạng cho mượn từ Barcelona tại La Liga.

## Sự nghiệp câu lạc bộ
Sinh ra ở Sabadell, Barcelona, Catalunya, Collado bắt đầu sự nghiệp tại học viện đào tạo trẻ của CE Mercantil khi mới 5 tuổi, sau đó chuyển đến RCD Espanyol và gia nhập đội trẻ của FC Barcelona vào năm 2009. Anh đã cùng đội trẻ Barcelona vô địch UEFA Youth League 2017–18, đánh bại Chelsea 3–0 trong trận chung kết.
Collado có trận ra mắt Barcelona B tại Segunda División vào ngày 17 tháng 3 năm 2018, trong trận hòa 1-1 trên sân khách trước Lorca. Anh ghi bàn thắng đầu tiên cho Barça B vào ngày 15 tháng 12 năm 2018, bàn thắng ở phút cuối cùng trong chiến thắng 2-1 trên sân nhà trước Lleida Esportiu.
Collado ra mắt đội 1 của Barcelona, vào ngày 4 tháng 5 năm 2019, trong trận thua 2-0 trước Celta Vigo tại La Liga. Tại mùa giải 2020–21, Collado trở thành đội trưởng mới của Barça B sau khi đội trưởng cũ là Ferrán Sarsanedas bị chấn thương dài hạn.
Vào ngày 31 tháng 3 năm 2021, Collado gia hạn hợp đồng với Barça đến năm 2023. Tuy nhiên, vào tháng 8 năm 2021, Collado không tham gia cuộc tập huấn của Barça ở Stuttgart trong giai đoạn tiền mùa giải để quyết định tương lai của mình. Sau khi không thể chuyển đến Club Brugge và Sheffield United theo dạng cho mượn, Collado đã không được đăng ký vào đội hình của Barça và Barça B, anh sẽ không thể thi đấu cho đến tháng 1 năm 2022. Sau đó, câu lạc bộ quyết định rằng anh sẽ phải ra đi dưới dạng cho mượn vào tháng 1 do quy định của La Liga không cho phép đăng ký anh trong phần còn lại của mùa giải.
Ngày 7 tháng 1, anh được chuyển đến Granada theo dạng cho mượn đến cuối mùa giải. Anh có trận ra mắt vào ngay ngày sau đó, trong trận hòa 1-1 trước chính Barcelona.

## Thống kê sự nghiệp
Tính đến 26 tháng 5 năm 2022
| Câu lạc bộ          | Hạng đấu            | Mùa giải            | Giải đấu | Giải đấu | Cúp quốc gia | Cúp quốc gia | Châu lục | Châu lục | Khác | Khác | Tổng cộng | Tổng cộng |
| Câu lạc bộ          | Hạng đấu            | Mùa giải            | Trận     | Bàn      | Trận         | Bàn          | Trận     | Bàn      | Trận | Bàn  | Trận      | Bàn       |
| ------------------- | ------------------- | ------------------- | -------- | -------- | ------------ | ------------ | -------- | -------- | ---- | ---- | --------- | --------- |
| Barcelona B         | Segunda División    | 2017–18             | 1        | 0        | —            | —            | —        | —        | —    | —    | 1         | 0         |
| Barcelona B         | Segunda División B  | 2018–19             | 36       | 5        | —            | —            | —        | —        | —    | —    | 36        | 5         |
| Barcelona B         | Segunda División B  | 2019–20             | 24       | 5        | —            | —            | —        | —        | —    | —    | 24        | 5         |
| Barcelona B         | Segunda División B  | 2020–21             | 21       | 8        | —            | —            | —        | —        | 1    | 0    | 22        | 8         |
| Barcelona B         | Tổng cộng           | Tổng cộng           | 82       | 18       | —            | —            | —        | —        | 1    | 0    | 83        | 18        |
| Barcelona           | La Liga             | 2018–19             | 1        | 0        | 0            | 0            | 0        | 0        | 0    | 0    | 1         | 0         |
| Barcelona           | La Liga             | 2019–20             | 1        | 0        | 0            | 0            | 0        | 0        | 0    | 0    | 1         | 0         |
| Barcelona           | Tổng cộng           | Tổng cộng           | 2        | 0        | 0            | 0            | 0        | 0        | 0    | 0    | 2         | 0         |
| Granada (mượn)      | La Liga             | 2021–22             | 17       | 2        | —            | —            | —        | —        | —    | —    | 17        | 2         |
| Tổng cộng sự nghiệp | Tổng cộng sự nghiệp | Tổng cộng sự nghiệp | 101      | 20       | 0            | 0            | 0        | 0        | 1    | 0    | 102       | 20        |

1. ↑  Ra sân tại trận play-offs Segunda División B

## Danh hiệu

### Barcelona
- La Liga: 2018–19[17]
- UEFA Youth League: 2017–18[4]